# カル・シェンケル
カル・シェンケル (Calvin "Cal" Schenkel、1947年1月27日 - ) は、アメリカ合衆国の画家、イラストレーター。ロック・ミュージシャンのフランク・ザッパや彼が率いたザ・マザーズ・オブ・インヴェンション（以下、MOI）が発表した数々のアルバムのジャケットの制作に携わった。

## 経歴
シェンケルはペンシルベニア州フィラデルフィアで生まれ、同州ウィロウグローブで育った。高校生の時にボールペンで紙に1ドル紙幣を書いて偽札を作って、カフェテリアで昼食を買うのに使ったことがあったという。マルセル・デュシャン、マックス・エルンスト、エドワード・キーンホルツ、カール・バークス、風刺雑誌のMADなどに影響を受けた。
フィラデルフィア芸術大学に通い始めたが一学期だけで退学した。大学に通っている時、地元出身のヴォーカリストのサンドラ・ハーヴィッツに出会った。ハーヴィッツはやがてニューヨーク市で暮らし始め、そこでギャリック劇場で1967年3月下旬から9月上旬まで続くMOIの長期公演の為に滞在していたザッパに出会った。彼女は同年春にMOIに加入してギャリック劇場のステージに立つようになり、ザッパに自分のボーイフレンドが芸術家であると教えてシェンケルがザッパに会う機会を設けた。その結果、彼はギャリック劇場のMOIのコンサートの照明係になり、さらにMOIのアルバム『アブソリュートリー・フリー』（1967年）とシングル'Why Don'tcha Do Me Right?'の広告を作成した。
以後、彼は長年にわたってMOIとザッパのアルバム・ジャケットの制作に携わり、デザイン、アートワーク、グラフィクス、写真撮影など幅広く担当した。彼が初めて担当したMOIのアルバム『ウィー・アー・オンリー・イン・イット・フォー・ザ・マニー』（1968年）のジャケットは、前年に発表されたビートルズの『サージェント・ペパーズ・ロンリー・ハーツ・クラブ・バンド』のジャケットのパロディとして有名である。またアルバム・ジャケットだけでなく、宣伝ポスターやザッパが1968年に設立した独立レーベルのビザール・レコードのロゴタイプのデザイン、さらにMOIが制作出演した映画『200モーテルズ』のアニメーション部分の制作にも携わった。ザッパが1993年に病没した後も、遺族が次々に発表する未発表音源集の幾つかのジャケットをデザインしてきた。
また、MOIとザッパの作品以外にも、ビザール・レコードから発表されたレニー・ブルースやワイルド・マン・フィッシャー、さらにザッパがビザール・レコードと同時に設立したストレイト・レコードから発表されたキャプテン・ビーフハート・アンド・ヒズ・マジック・バンド、The GTOs、ティム・バックリィ等の作品のジャケットも制作した。

## 活動

### アルバム・ジャケットのデザイン、アートワーク、グラフィクス、撮影
フランク・ザッパ
- Lumpy Gravy (1968年)
- Hot Rats (1969年)
- Chunga's Revenge (1970年)
- Waka/Jawaka (1972年)
- Apostrophe (') (1974年)
- Zoot Allures (1976年)
- Tinseltown Rebellion (1995年)
- Does Humor Belong in Music? (1981年)
- The Best Band You Never Heard in Your Life (1995年再発盤)
- Cheap Thrills (1998年)
- Mystery Disc (1998年)
- Son of Cheep Thrills (1999年)
- Lumpy Money (2008年)
- Greasy Love Songs (2010年)
- Threesome No. 1 and Threesome No. 2 (slipcase art)

ザ・マザーズ・オブ・インヴェンション
- We're Only In It For The Money (1968年)
- Cruising with Ruben & the Jets (1968年)
- Uncle Meat (1969年)
- Burnt Weeny Sandwich (1970年)
- Fillmore East - June 1971 (1971年)
- 200 Motels (1971年)
- Just Another Band from L.A. (1972年)
- The Grand Wazoo (1972年)
- Over-Nite Sensation (1973年)
- Roxy & Elsewhere (1974年)
- One Size Fits All (1975年)
- Bongo Fury (1975年)
- Playground Psychotics (1992年)
- Ahead of Their Time (1993年)

サンディ・ハーヴィッツ
- Sandy's Album is Here at Last (1968年)[6]

キャプテン・ビーフハート・アンド・ヒズ・マジック・バンド
- Trout Mask Replica (1969年)

ワイルド・マン・フィッシャー
- An Evening with Wild Man Fischer (1969年)

The GTOs
- Permanent Damage (1969年)

ロード・バックリィ
- A Most Immaculately Hip Aristocrat (1969年)[7]

エミット・ローズ
- Emitt Rhodes (1970年)

ザ・ファッグス
- Golden Filth (1970年)[8]

シャンゴ
- Trampin'  (1970年)[9]

レニー・ブルース
- The Berkeley Concert (1971年)[10]

ティム・バックリィ
- Sefronia (1973年)
- Look at the Fool (1973年)

ルーベン・アンド・ザ・ジェッツ
- For Real! (1973年)

トム・ウェイツ
- Closing Time (1973年)
- The Heart Of Saturday Night (1974年)
- Nighthawks At The Diner (1975年)

ジョージ・デューク
- Liberated Fantasies (1976年)
- "Live" On Tour In Europe (1976年)[注釈 5][11]

### 映像
- 200 Motels (1971年)